# Вилађо дел Соле (Монца и Бријанца)
Вилађо дел Соле (итал. Villaggio del Sole) је насеље у Италији у округу Монца и Бријанца, региону Ломбардија.
Према процени из 2011. у насељу је живело 1477 становника. Насеље се налази на надморској висини од 208 м.